# Épisodes de Deux Ans de vacances
Cet article présente le guide des épisodes de la mini-série Deux Ans de vacances.

## Épisode 1
- France : 10 juin 1974[1]

## Épisode 2
- France : 17 juin 1974

## Épisode 3
- France : 24 juin 1974

## Épisode 4
- France : 1er juillet 1974

## Épisode 5
- France : 8 juillet 1974

## Épisode 6
- France : 15 juillet 1974